# Прёлль, Йозеф
Йозеф Прёлль (нем. Josef Pröll; род. 14 сентября 1968, Штоккерау) — австрийский государственный и политический деятель.
Министр сельского хозяйства Австрии в 2003—2008 годах. Вице-канцлер и министр финансов Австрии в 2008—2011 годах. Председатель Австрийской народной партии в 2008—2011 годах.
Возглавил партию после неудачных выборов 2008 года, по результатам которых Народной партии не удалось завоевать большинства голосов. Продолжил политику «большой коалиции» с социал-демократами. Племянник Эрвина Прёлля, известного политика, представителя той же Народной партии.
13 апреля 2011 года объявил о завершении своей политической карьеры. Это было вызвано ухудшившимся состоянием здоровья Прёлля, пережившего несколькими неделями раньше закупорку лёгочной артерии.